# Kaori Kobayashi
Kaori Kobayashi (jap. 小林香織 Kobayashi Kaori; ur. 20 września 1981) – japońska saksofonistka i flecistka smoothjazzowa.

## Dyskografia
- Solar (2005)
- Fine (2006)
- Kaori Kobayashi Live (2006, album koncertowy)
- Kaori's Collection (2006, kompilacja)
- Glow (2007)
- Shiny (2008)
- Golden Best (2009, kompilacja)
- Precious (2011)

## Wideografia
- Kaori Kobayashi Live (2006, DVD)